# 奇斯威克路站
奇斯威克路站（英語：Chiswick Road station）是马萨诸塞湾交通局运营的轻轨绿线B支线车站。车站位于联邦大道中央隔离带上，紧邻奇斯威克路和联邦大道交汇路口。车站设有两座狭窄的侧式站台，站台与马路之间没有护栏阻挡。

## 关闭车站提议
2003年的车站客流量统计中，马萨诸塞湾交通局提议将五座客流量极少的B线车站关闭，以便增加车站间隔，更好的利用车站。奇斯威克路站便是被提议关闭的车站之一。车站附近有老年公寓，在居民的反对下，关停提议公布后，奇斯威克路站很快就被从提议中撤除。被提议关闭的另外四座车站与2004年4月20日开始暂时关闭，并于2005年3月15日起永久关闭。